# Cissé, Vienne

Cissé este o comună în departamentul Vienne, Franța. În 2009 avea o populație de 2,553 de locuitori.